# Ophiomyia texella
Ophiomyia texella är en tvåvingeart som beskrevs av Spencer 1986. Ophiomyia texella ingår i släktet Ophiomyia och familjen minerarflugor.
Artens utbredningsområde är Texas. Inga underarter finns listade i Catalogue of Life.